# Dissonantie (muziek)
Een muzikale samenklank heet dissonant als zij niet welluidend is, de samenklank wringt. Een welluidende samenklank heet consonant. Vaak wordt dissonant door minder geoefende luisteraars verward met vals.
Muzikale dissonantie is gedeeltelijk te verklaren vanuit sensorische dissonantie. Zeker de consonantie van de kwart kan goed worden verklaard door modellen uit de psychoakoestiek.

## Westerse kunstmuziek
Gedurende de westerse muziekgeschiedenis zijn de opvattingen over consonantie en dissonantie enigszins verschoven. Maar in heel grote lijnen valt een emancipatie van de dissonant waar te nemen.
Muzikale intervallen die van oudsher als consonant worden beschouwd zijn het octaaf, de kwint, de prime en ook de kwart. In de vroege middeleeuwen werden alle andere intervallen als dissonant beschouwd, hoewel in doedelzakmuziek bijvoorbeeld de grote secunde eerder een consonant was dan de terts. Op het Europese continent golden tertsen en sexten als sterk dissonant, maar in Engeland was dat niet zo. Daar zong men graag in parallelle tertsen of sexten. 
Aan het einde van de Honderdjarige Oorlog (rond 1450) (renaissance) beginnen tertsen en sexten ook op het continent als samenklank gewaardeerd te worden. In deze periode begint men te spreken over:
- volkomen consonanten, octaven, kwinten, primes en kwarten;
- onvolkomen consonanten, grote en kleine tertsen en de omkeringen daarvan kleine en grote en sexten;
- dissonanten, secundes, septiemen, overmatige kwart, (en alle overmatige en verminderde intervallen).

Later in de muziekgeschiedenis echter wordt de kwart vanwege harmonische redenen dissonant, (doorgangsdissonant tussen terts en kwint). Nog weer later worden ook septiemen niet meer als dissonant ervaren.
Johann Sebastian Bach past in de religieuze cantate Meine Seufzer, meine Tränen (BWV 13) de dissonant uitputtend en gericht toe. Deze cantate staat vol van schrijnende akkoorden met onopgeloste dissonanten op de gewichtigste momenten van elke maat.

## Muziek uit de 20e eeuw
Als algemene overeenkomst van deze verschillende genre die ontstonden in de Klassieke muziek uit de 20e eeuw is het toenemende gebruik van dissonantie in de compositie. Om deze reden wordt de 20e eeuw soms ook wel de dissonante periode genoemd. De ontwikkeling van de experimentele en alternatieve muziek volgt diezelfde tendens.